# Svetoslav Todorov
Svetoslav Todorov (Светослав Тодоров en búlgaro; 30 de agosto de 1978) es un exfutbolista búlgaro, que se desempeñaba como delantero.

## Biografía

### Dobrudzha y Litex Lovech
Todorov debutó con el PFC Dobrudzha Dobrich en 1996, allí disputaría 12 partidos y permaneció una sola temporada fichando a la temporada siguiente por el Litex Lovech, en dicho club permaneció de 1997 a 2001, marcando 34 goles en 70 partidos y convirtiéndose en uno de los mejores jugadores búlgaros del momento.

### Inglaterra
Todorov dio el salto a Inglaterra fichando por el West Ham United en el 2001, Todorov dispuso de continuidad en el club, pero con la marcha del entrenador Harry Redknapp, el nuevo entrenador no contaba con Todorov y este tuvo que buscar nuevo club.
Todorov firmó entonces con el Portsmouth FC en marzo de 2002, avalado por el hombre que lo entrenó en el West Ham, Harry Redknapp. Todorov se convirtió regularmente en un jugador habitual del primer equipo, y permaneció en el club de Portsmouth 5 años, desde el 2002 hasta el 2007, pasando por un breve interregno en el Wigan Athletic.
Tras ser relegado del Portsmouth en verano de 2007, Todorov fichó por el Charlton Athletic por un año. Sin embargo, una grave lesión en octubre de 2007 impidió que volviera a jugar en dicha temporada, en verano de 2008, el Charlton le renovó el contrato por un año más, pero en verano de 2008, el Charlton no le ofreció renovar por lo que tuvo que buscar nuevo club.

### Vuelta a Bulgaria
En julio de 2009, Todorov volvió a su antiguo club, el Litex Lovech, donde juega actualmente.

## Clubes
| Club                  | País       | Año         |
| --------------------- | ---------- | ----------- |
| PFC Dobrudzha Dobrich | Bulgaria   | 1996 - 1997 |
| Litex Lovech          | Bulgaria   | 1997 - 2001 |
| West Ham United       | Inglaterra | 2001 - 2002 |
| Portsmouth FC         | Inglaterra | 2002 - 2007 |
| Wigan Athletic        | Inglaterra | 2006 - 2007 |
| Charlton Athletic     | Inglaterra | 2007 - 2009 |
| Litex Lovech          | Bulgaria   | 2009 - 2012 |
| FC Hoverla Uzhhorod   | Ucrania    | 2012 - 2013 |